# Didier Sandre
Didier Sandre, született Didier Jean Maffre (Párizs, Franciaország, 1946. augusztus 17. – ) francia színpadi és filmszínész, színpadi rendező, a párizsi Comédie-Française társulatának tagja.

## Élete

### Származása, tanulóévei
1946-ban Didier Jean Maffre néven Párizs mellett, született Saint-Denis városában, Seine-Saint-Denis megyében, protestáns családban. Tizenkét testvére sorában ő volt a legfiatalabb. Apja alkalmazottként dolgozott, nagyapja evangélikus lelkipásztor volt a saint-denis-i lutheránus templomban, a Boulevard Jules-Guesde körúton, a Gérard Philipe Színház szomszédságában.
A párizsi École Estienne művészeti és képzőművészeti főiskolára (École supérieure des arts et industries graphiques, ESAIG) járt. Egy idő után kicsapták, mert rendszeresen mulasztott, tanórák helyette moziba járt a közeli Champs-Élysées-re.

### Színpadon
Elköltözött szüleitől, és különböző párizsi színpadokon dolgozva kereste meg a kenyérrevalót. 1968 májusában, a párizsi diáklázadások és az utcai zavargások hatására idegösszeomlást kapott, és egy pszichiátriai klinikára került. Amikor innen kiengedték, irodai munkát vállalt. Barátai rábeszélésére bejelentkezett Catherine Dastéhez (*1929), aki La pomme verte nevű vándorszínész társulatával gyermek- és ifjúsági előadásokat tartott elsősorban iskolákban és gyermekintézményekben. Dasté felvette társulatába Sandre-t, aki feladta irodai munkáját. 1968–1972 között ifjúsági színpadi színészként dolgozott.
1973-től kezdve kisebb színpadokon dolgozott, és alkalmi fellépéseket vállalt színházi fesztiválokon. 1975-ben a párizsi Chaillot Színházban (Théâtre national de Chaillot) klasszikus darabban debütált, Hippolütosz szerepét játszotta Jean Racine: Phaidra című drámájában. 
Bizonyította tehetségét, jó kritikákat kapott, színpadi karrierje ettől kezdve felfelé ívelt. „Parádés” szerepeket kapott Szophoklész, Molière, Racine, Corneille és Shakespeare-színművekben, de helytállt modern Ibsen, Schnitzler, Genet és Dürrenmatt darabokban is.
1978-ban ő játszotta Antoine Vitez rendező Molière-ciklusában mind a négy színmű főszerepét. Ezt az Avignoni Fesztiválon mutatták be, majd nemzetközi turnéra indultak vele Franciaországon, Olaszországon, Svájcon és Jugoszlávián keresztül.
Az 1987-es Avignoni Fesztiválon Don Rodrigo szerepét játszotta Paul Claudel Selyemcipőjében, melyet ugyancsak Antoine Vitez rendezett. A színművet Vitez teljes terjedelmében állította színpadra, az előadást két egymást követő napon játszották és összesen nyolc órán át tartott.
Ugyanebben az évben (1987) elnyerte a kritikusok díját, a legjobb férfi színész kategóriájában, Misima Jukio rendező által színpadra állított Madame de Sade-ban nyújtott Madame de Montreuil alakításáért. Emellett első alkalommal jelölték a színházi Molière-díjra Almaviva gróf szerepéért Beaumarchais: Figaro házassága c. vígjátékában,
és Marivaux: A hazug tanítvány c. színművében nyújtott alakításaiért. (Utóbbiból Két nő között címmel tévéfilm is készült).
1997-ben újabb jelölést érdemelt ki a Molière-díjra, ezúttal Arthur Goring megformálásáért Oscar Wilde: Az eszményi férj című vígjátékában, melyet az angol Adrian Brine állított színpadra. A bemutató után a darabot európai körútra vitték.
2001-ben Titust játszotta Racine: Berenice című drámájában, amelyet az avignoni és a perpignani fesztiválok után a párizsi Chaillot Színházban is bemutattak, majd ezzel a darabbal is európai turnéra mentek.
2014-ben Sandre a párizsi Comédie-Française színház társulatának állandó tagja lett.
2016-ban Ivo van Hove belga rendező Les Damnés címmel  színpadra adaptálta Luchino Visconti 1969-es társadalomkritikus filmdrámáját, az Elátkozottakat, ebben Sandre alakította Joachim von Essenbeck bárót. Az avignoni ősbemutatót követően a darabot 2017-ben műsorra tűzte a párizsi Comédie-Française is. 
2018-ban New Yorkban adták elő, majd 2019-ben a londoni Barbican Centre színpadán vendégszerepeltek vele.
Hosszú színpadi pályafutása során Sandre neves francia és európai klasszikus darabok sorában játszhatott parádés főszerepeket, kiváló színházrendezők keze alatt. Dolgozott Luc Bondyval, Patrice Chéreau-val, Hans Peter Cloos-szal, Armand Gattival, Ivo van Hove-val, Denis Podalydèsszel, Eric Ruffal, Giorgio Strehlerrel, Antoine Vitezzel, Lambert Wilsonnal és másokkal.

### Filmen, televízióban
1973-ban kapta első televíziós filmszerepét a La dérobade című francia tévéfilmben, ezután rendszeresen szerepelt francia és nemzetközi mozifilmekben és tévés produkciókban. Kultivált mozgása, finom és előkelő beszédmodora, férfias orgánuma miatt gyakran játszott uralkodókat, híres történelmi személyeket, államférfiakat, tudósokat, arisztokratákat. 
1996-ban XIV. Lajos francia királyt alakította Nina Companeez rendezőnő L’allée du roi (~ Királyi sétány) című kétrészes történelmi életrajzi filmjében, amely a fordulatos sorsú Françoise d’Aubigné életét mutatta be, aki Madame de Montespan márkinővé emelkedve a király szeretője és titkos (második) felesége lett. A forgatókönyv Françoise Chandernagor írónő azonos című regényéből készült, mely Françoise d’Aubigné fiktív emlékirataiként van megírva. Françoise d’Aubignét Dominique Blanc alakította.
2011-ben ismét Nina Companeez rendezővel dolgozott, Charlus bárót alakította Az eltűnt idő nyomában (À la recherche du temps perdu) című Proust-regényből készült kétrészes tévéfilmben.
2019-ben Roman Polański rendező Tiszt és kém: A Dreyfus-ügy (J’accuse) című filmdrámájában, amely a Dreyfus kapitány élettörténetét dolgozta fel, Sandre fontos szerepet kapott: hitelesen alakította Boisdeffre tábornokot, a francia haderő akkori vezérkari főnökét, akinek kulcsszerepe volt a Dreyfus elleni valódi per politikai irányításában. (Az ellentmondást nem tűrő Boisdeffre karakterének súlyát érzékelteti, hogy 1991-ben, Ken Russell Prisoner of Honor című filmjében ugyanőt Oliver Reed formálta meg, szuggesztív erővel).

## Főbb filmszerepei
- 2022: Le pharaon, le sauvage et la princesse; animációs film; Ámon hangja („Pharaon!” fejezet); Herceg-káptalan („Le Beau Sauvage” fejezet)
- 2022: Éjszakai átutazók (Les passagers de la nuit); Jean
- 2022: Scapin furfangjai (Les fourberies de Scapin); Géronte
- 2019: Tiszt és kém: A Dreyfus-ügy (J’accuse); Boisdeffre tábornok, vezérkari főnök (rend. Roman Polański)
- 2016: Les Damnés; tévéfilm; Baron Joachim von Essenbeck[17]
- 2016: Marie et les naufragés; a kiadó
- 2014: Pas son genre; Clément apja
- 2012: Photo; Uriel
- 2012: A.L.F.; a pszichiáter
- 2012: 38 témoins; Lacourt ügyész
- 2011: À la recherche du temps perdu; tévé-minisorozat; Charlus báró
- 2010: Memory Lane; François
- 2009: Sous un autre jour; tévéfilm; Martin
- 2009: Montparnasse; Serge
- 2007: Le sang noir; tévéfilm; Nabucet (rend. Peter Kassovitz)
- 2006: Hell; Hell apja
- 2006: Les amants du Flore; tévéfilm; Georges de Beauvoir
- 2003: Saint-Germain ou La négociation; tévéfilm; Monsieur de Méylines
- 2002: L’enfant éternel; tévéfilm; Richard
- 2000: Testvérek (Deux frères); tévéfilm; Alain
- 1998: Intime conviction; tévéfilm; Keller doktor
- 1998: Passion interdite; tévéfilm; Richard
- 1998: Az ősz meséje (Conte d’automne); Étienne
- 1998: La femme d’un seul homme; tévéfilm; Richard
- 1996: A férfi, akit megöltem (L’uomo che ho ucciso); tévéfilm; Umberto Daverio parancsnok
- 1996: L’allée du roi; kétrészes tévé-minisorozat; XIV. Lajos király
- 1995: L’allée du roi; tévéfilm; XIV. Lajos király
- 1995: Sandra hercegnő (Sandra princesse rebelle); tévé-minisorozat; Bela Rochas
- 1994: A holtakkal jobb kiegyezni (Petits arrangements avec les morts); Vincent
- 1993: L’amour assassin; tévéfilm; Pierre
- 1993: Mensonge; Charles Melville
- 1992: Turbulences, tévéfilm; Julien  --- Élisabeth Rappeneau
- 1992: Boulevard des hirondelles; Pascal Capeau
- 1990: Le chemin solitaire; tévéfilm; Stephan Von Sala
- 1990: Ivanov; tévéfilm; Ivanov
- 1989: Nagy családok (Les grandes familles); tévésorozat; Gabriel De Voos
- 1989: Manon Roland; tévéfilm; Robespierre
- Jeanne d'Arc, le pouvoir et l’innocence; tévésorozat; Jó Fülöp burgundi herceg
- 1989: Les mannequins d’osier; Laurent Kent
- 1989: Eurocops; tévésorozat; Monsieur Barraud
- 1989: Viharos tél (Vent de galerne); Joubert
- 1986: La femme de ma vie; Xavier
- 1985: La fausse suivante (Hazug tanítvány); tévéfilm; Lélio
- 1985: Az Overlord hadművelet (Code Name: Emerald); Duchelle
- 1985: L’année terrible; tévéfilm; szereplő
- 1983: Szerelmek nyomában (Deux amies d’enfance); tévé-minisorozat; Alain
- 1983: Capitaine X; tévésorozat; György
- 1983: La java des ombres; Gérard
- 1983: Le fou du désert; tévésorozat; Vella
- 1983: Richelieu ou La journée des dupes; tévéfilm; Richelieu bíboros
- 1982: Saint Louis ou La royauté bienfaisante; tévéfilm; Szent Lajos király
- 1981: Peer Gynt; tévéfilm; Eberkopf / Hussein / Ördög
- 1980: Le misanthrope; tévéfilm; Oronte
- 1978: Éjszakai ügyelet (Médecins de nuit); tévésorozat; Lens-i ember
- 1973: La dérobade; tévéfilm; Jacques

## További információ
- Hivatalos oldal
- Didier Sandre a PORT.hu-n (magyarul)
- Didier Sandre az Internetes Szinkronadatbázisban (magyarul)
- Didier Sandre az Internet Movie Database-ben (angolul)
- Didier Sandre a Rotten Tomatoeson (angolul)
- Didier Sandre az AlloCiné weboldalán (franciául)
- Didier Sandre Profile (angol nyelven). famousfix.com. (Hozzáférés: 2023. augusztus 26.)
- Didier Sandre. MUBI.com. (Hozzáférés: 2023. augusztus 26.)